# نوكاردية برازيلية
نوكاردية برازيلية (الاسم العلمي: Nocardia brasiliensis) هي نوع من البكتيريا تتبع جنس النوكاردية من فصيلة النوكارديات.